# Dinh I

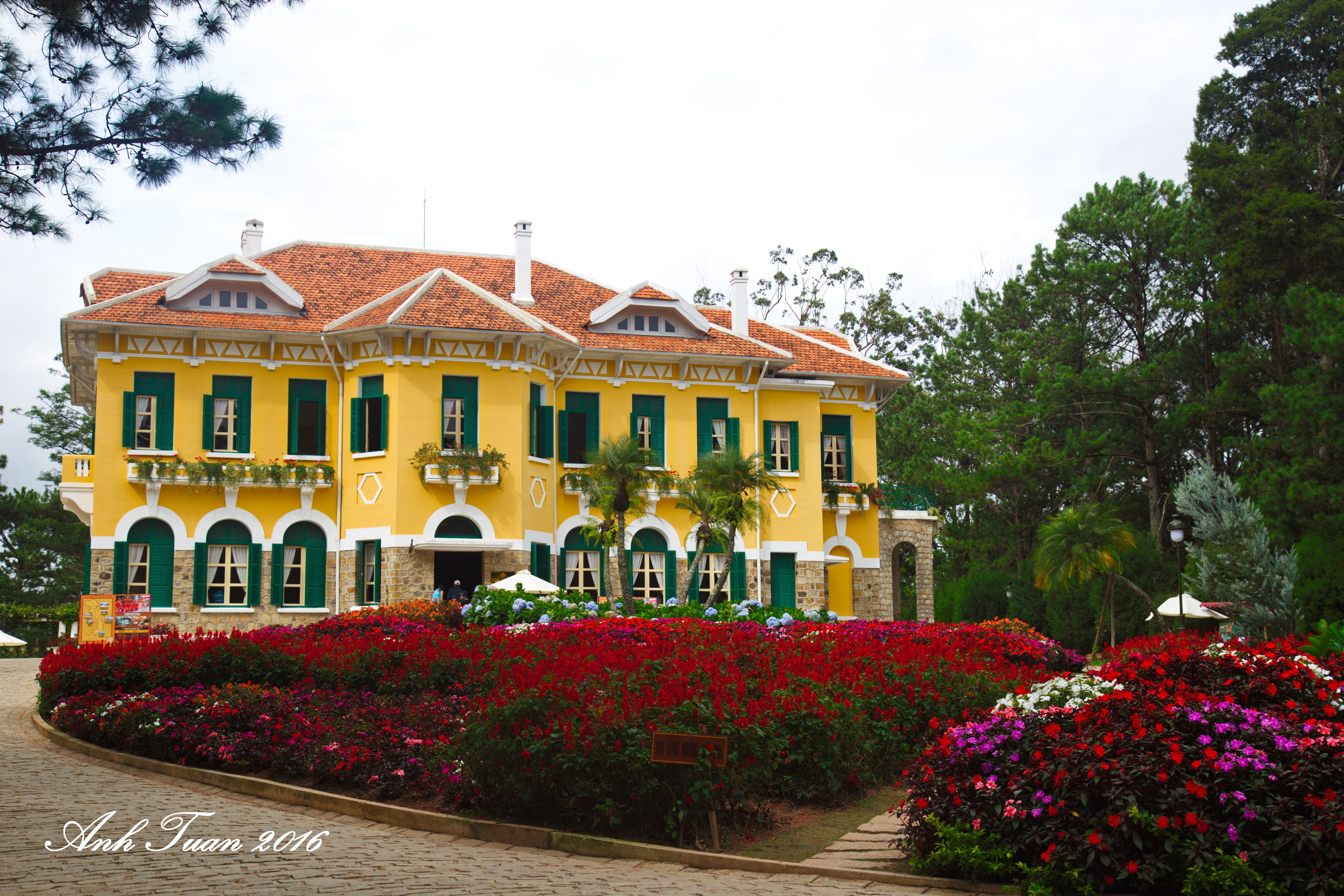
Dinh I

Dinh I là một công trình kiến trúc tại thành phố Đà Lạt, Việt Nam. Dinh I được một triệu phú người Pháp tên là Robert Clément Bourgery xây dựng vào năm 1940 trên một ngọn đồi, độ cao 1550m có rừng thông bao quanh. Diện tích khu vực khoảng 60 ha. Khi vua Bảo Đại quay lại nắm quyền, thấy nơi đây yên tĩnh và đẹp nên mua lại vào năm 1949 và sửa sang lại. Dinh I là một công trình kiến trúc độc đáo, dáng vẻ cổ kính.
Đến thời tổng thống Ngô Đình Diệm, Dinh I được sửa sang lại, làm thêm đường hầm, hai bên có phòng làm việc của các phụ tá và sĩ quan... Sau khi Ngô Đình Diệm bị ám sát, Dinh I vẫn được dùng làm nơi nghỉ mát của các nguyên thủ quốc gia kế tiếp của chế độ Sài Gòn cho đến năm 1975.